# Річки Куби

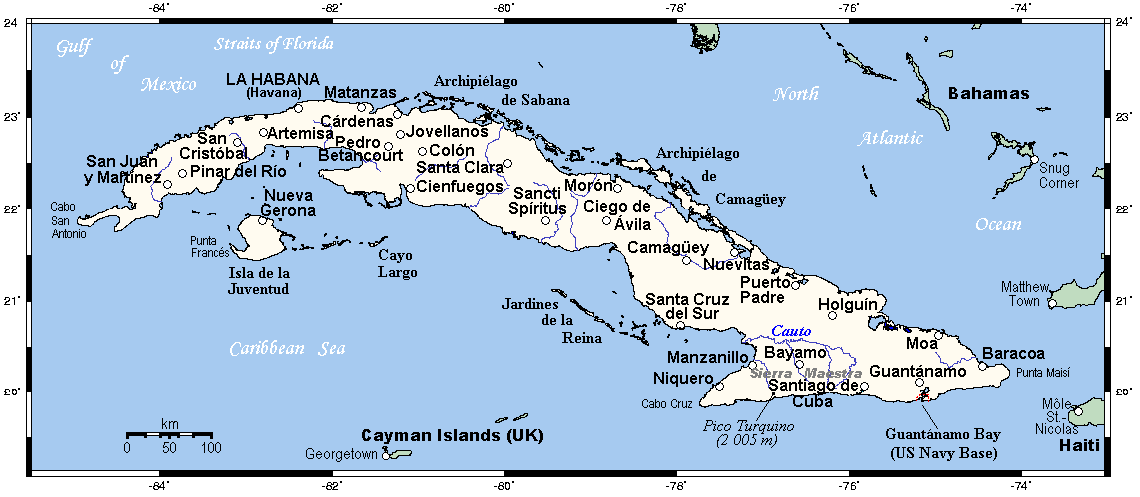
Карта Куби.

Річки на Кубі короткі та небагатоводні. З усіх 600 річок і струмків 2/5 течуть на північ, а інші 3/5 - на південь, у Карибське море.
Найбільша річка - Кауто розташована в східній частині острова Куба, і має довжину 370 км. У західній частині протікає річка Альмендарес. Живлення річок переважно дощове, 80% стоку припадає на дощовий осінній сезон. У карстових областях зустрічаються зникаючі та підземні річки.
Список річок, що протікають територією Куби.

## Північне узбережжя
- Альмендарес
- Куїбо
- Юмури
- Канімар
- Ріо-де-ла-Пальма
- Сагуа-ла-Гранде
- Сагуа-ла-Чіка
- Ріо-Джатібоніко-дель-Норте
- Каонао
- Максімо
- Сарамагуасан
- Тоа

## Південне узбережжя
- Куягуатедже
- Гуаму (річка)
- Сан-Дієго
- Маябекуі
- Нанабана
- Дамуджі
- Агабама
- Ріо-Джатібоніко-дель-Сур
- Джікуі
- Сан-Педро
- Наджасом
- Тана
- Джобабо
- Кауто (річка)
  - Саладо (притока Кауто)
  - Баямо (річка)
  - Контрамаестре
- Буей
- Гуантанамо (річка)
- Джаібо
- Гуасу

## Див. Також
- Список озер Куби
- Географія Куби